# Marc Grauwels
Marc Grauwels (* 1. April 1954 in Ostende) ist ein belgischer Flötist.
Nach seinem Studium in Antwerpen wurde Grauwels 1973 Flötist beim Orchester der flämischen Oper, 1976 wurde er Soloflötist am Brüsseler Opernhaus La Monnaie/De Munt. 1978 wechselte er zum belgischen Rundfunk- und Fernsehorchester. Ab 1987 wurde er solistisch aktiv und spielte ab da regelmäßig Alben im Bereich der Klassik und der Kammermusik ein.